# کلین (روسیه)
شهر کلین (به روسی: Клин) در کشور روسیه و در اوبلاست مسکو واقع شده‌است. این شهر در ۸۵ کیلومتری (۵۳ مایلی) شمال غربی مسکو واقع شده‌است.